# 当皮埃尔核电站
当皮埃尔核电站（法語：Centrale nucléaire de Dampierre）是法国的一个核电站，位于卢瓦雷省当皮埃尔昂比尔利，奥尔良上游55公里、讷韦尔下游110公里处，冷却水取自卢瓦尔河。核电站有约1,100名工人。